# El minotauro (ópera)

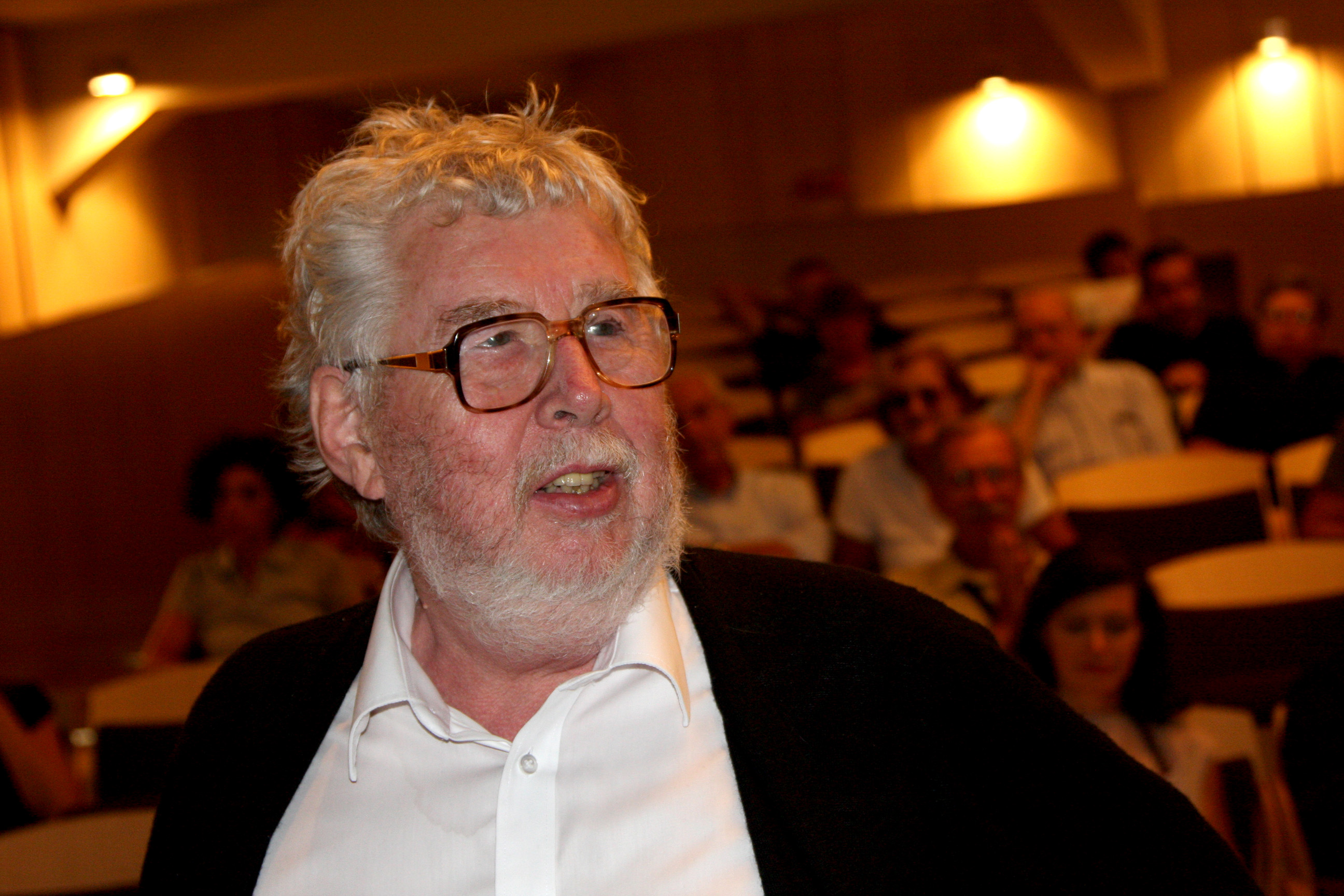
Harrison Birtwistle en 2008

El minotauro (título original en inglés, The Minotaur) es una ópera en dos actos con música de Harrison Birtwistle y un libreto del poeta David Harsent, encargada por la Royal Opera House, Covent Garden de Londres. La obra se estrenó en la Royal Opera House el 15 de abril de 2008 y fue retransmitida por la televisión BBC2 el 7 de junio de 2008.  La partitura es modernista y las escenas son de tres tipos: (I) corridas de toros; (II) aquellas entre Ariadna y Teseo y (III) secuencias oníricas para el minotauro, en las que tiene el don de la palabra. Dura 2 horas y 50 minutos con un descanso.
Esta ópera rara vez se representa en la actualidad; en las estadísticas de Operabase.com aparece con sólo una representación, en el período 2005-2010.